# Johann Georg Bschorer
Johann Georg Bschorer (* 31. März 1692 in Oberndorf am Lech; † 2. April 1763 ebenda) war ein deutscher Bildhauer.

## Leben
Johann Georg Bschorer war der Sohn eines Küfers aus Pfaffenhofen an der Zusam. Er machte um 1710 eine Ausbildung bei Johann Christoph Bahmer in Augsburg. 1720 bis 1723 war er im Dienst der Grafen von Oettingen-Wallerstein, für die er die Pestsäule in Wallerstein schuf. Johann Georg Bschorer schuf für viele Kirchen im Raum Augsburg, seiner näheren Heimat, Figuren an Altären, Kanzeln und Beichtstühlen.

## Werke (Auswahl)

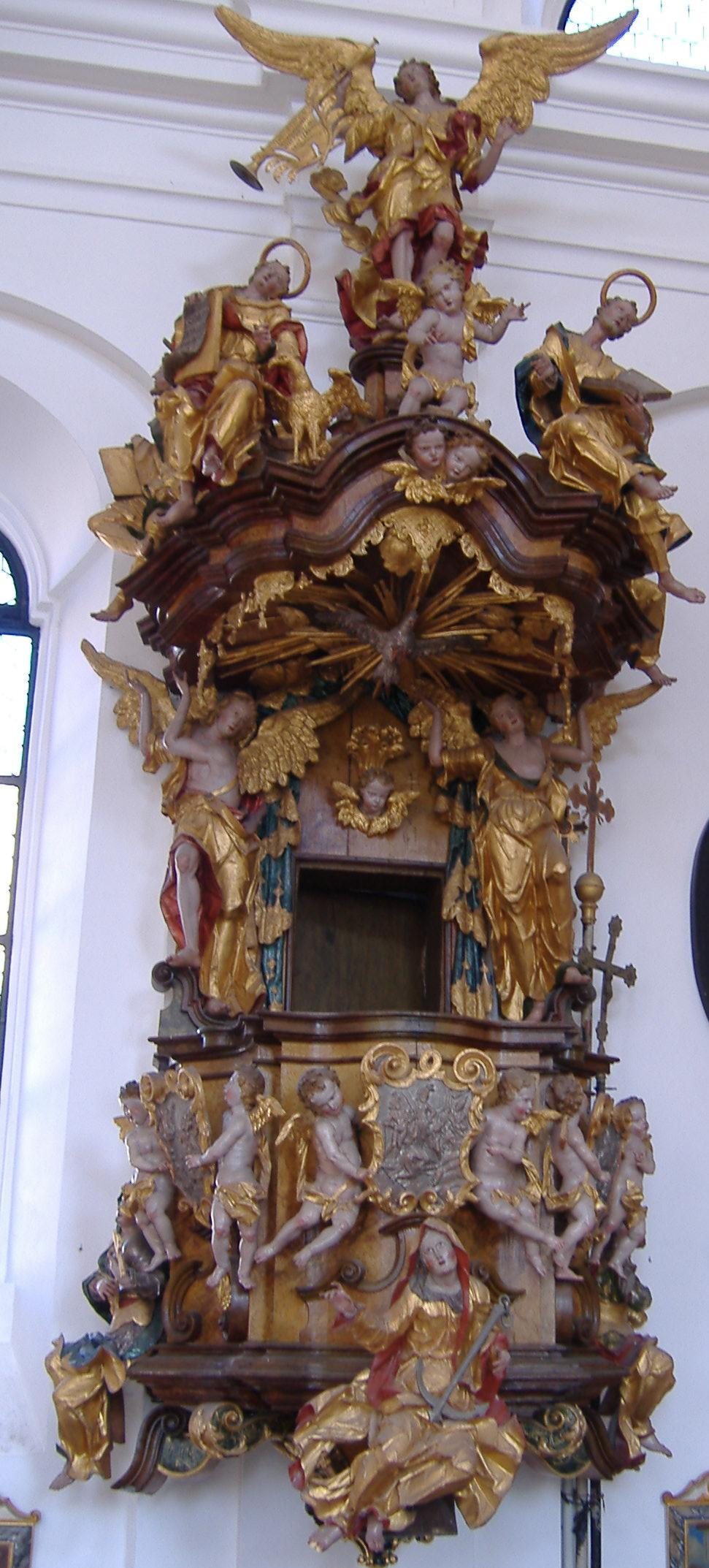
Kanzel von St. Alban in Stillnau

- 1722–1725: Pestsäule in Wallerstein
- 1724/25: Statuen am Rosenkranz- und Scholastika-Altar und Seitenaltäre Sankt Johann Baptist und Johannes Nepomuk in der Heilig-Kreuz-Kirche in Donauwörth
- ab 1725: Wallfahrtskirche Mariä Himmelfahrt in Buggenhofen (1725/27 Figuren der Altäre, 1728/29 Christusfigur, 1729 Figuren der Kanzel, 1732/33 Figuren der Beichtstühle)
- 1728–1738: Kanzel und drei Altäre von St. Alban in Stillnau
- 1731–1732: Pfarrkirche St. Veit in Druisheim (Figuren an den Seitenaltären)
- Pfarrkirche Heilige Dreifaltigkeit in Unterjoch (Schnitzgruppe der Trinität)
- Studienkirche Mariä Himmelfahrt in Dillingen an der Donau (Aloisius-Stanislaus-Altar)
- 1730–1740: Pfarrkirche St. Martin in Mertingen (Großteil des Figurenschmucks)
- 1720–1740: Hauptwerk in der Wallfahrtskirche Unseres Herren Ruh im Heimatort Oberndorf: Figuren an Hochaltar, Seitenaltäre, 14 Nothelfer und Schmerzensmutter